# Rogów (Szydłowiec)
Pour les articles homonymes, voir Rogów.
Rogów [ˈrɔɡuf] est un village polonais de la gmina de Mirów, du powiat de Szydłowiec et dans la voïvodie de Mazovie dans le centre-est de la Pologne.
Il se situe à environ 2 kilomètres à l'ouest de Mirów, à 13 kilomètres à l'est de Szydłowiec et à 113 kilomètres au sud de Varsovie.